# Bogidiella thai
Bogidiella thai is een vlokreeftensoort uit de familie van de Bogidiellidae. De wetenschappelijke naam van de soort is voor het eerst geldig gepubliceerd in 1988 door Botosaneanu & Notenboom.